# Поліана Окімото Цінтра
Поліана Окімото Цінтра (порт. Poliana Okimoto, нар. 8 березня 1983, Сан-Паулу, Бразилія) — бразильська плавчиня, бронзова призерка Олімпійських ігор 2016 року, чемпіонка світу.

## Виступи на Олімпійських іграх
| Олімпіада   | Дисципліна              | Місце |
| ----------- | ----------------------- | ----- |
| Пекін 2008  | 10 км на відкритій воді | 7     |
| Лондон 2012 | 10 км на відкритій воді | DNF   |
| Ріо 2016    | 10 км на відкритій воді | 3     |